# Phyllidiopsis shireenae
Phyllidiopsis shireenae Brunckhorst, 1990 è un mollusco nudibranco appartenente alla famiglia Phyllidiidae.

## Distribuzione e habitat
Indo-Pacifico tropicale.